# Nesopachyiulus typhlops
Nesopachyiulus typhlops är en mångfotingart som först beskrevs av Ceuca 1971.  Nesopachyiulus typhlops ingår i släktet Nesopachyiulus och familjen kejsardubbelfotingar. Inga underarter finns listade i Catalogue of Life.